# 小行星5172
小行星5172（英語：5172 Yoshiyuki）是一颗围绕太阳公转的小行星。1987年10月28日，上田清二、金田宏在钏路市发现了此天体。
这颗小行星的绝对星等为123.5189377831717等。